# Parque Nacional Glacier (Canadá)

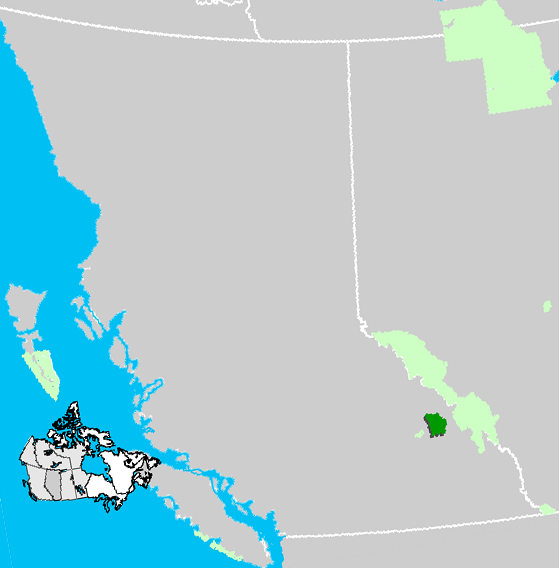
Localização do parque na Colúmbia Britânica.

O Parque Nacional Glacier é um dos sete parques nacionais canadenses localizado na província de Colúmbia Britânica.
O parque protege uma parte das Montanhas Colúmbia, e foi estabelecido em 1886. Tem uma área de 1.349 km² e possui uma vasta extensão de geleiras. No local encontra-se uma vasta variedade de plantas e animais selvagens, entre eles o urso pardo. O município mais próximo do parque é Revelstoke.